# Chiromyza stylicornis
Chiromyza stylicornis är en tvåvingeart som först beskrevs av Günther Enderlein 1921.  Chiromyza stylicornis ingår i släktet Chiromyza och familjen vapenflugor. Inga underarter finns listade i Catalogue of Life.